# Црква Ваведења Пресвете Богородице у Свилошу
Црква Ваведења Пресвете Богородице у Свилошу, насељеном месту на територији општине Беочин, припада Епархији сремској Српске православне цркве.
Црква је подигнута крајем 17. века. Проглашена је за споменик културе 2005. године.
Изнад врата ка звонику, налази се текст који је исписао иконописац у коме се каже да је „иконосатас нацртао и позлатио. 1855. молер Матеј Петровић”.